# 신서유기 : 몽키킹의 부활
신서유기 : 몽키킹의 부활은 2017년 11월 2일 대한민국에서 개봉한 중화인민공화국의 만화영화로, 중화인민공화국 만화의 큰 발전을 보았다고 말하는 사람들이 많을 정도로 인기가 많았던 중화인민공화국의 만화영화이다.
또한 중화인민공화국에서는 역대 중국만화 영화 최고 흥행 2,757만명을 기록한 작품이다. 그리고 신서유기 : 몽키킹의 부활의 장르는 액션, 모험, 애니메이션으로, 84분동안 상영하는 만화영화이다.

## 줄거리
천상의 계율을 어긴 죄로 500년간 봉인 속에 갇혀 있던 손오공 ‘몽키킹'은 가까스로 봉인에서 몸은 깨어 났지만 예전의 전지전능하던 마법의 힘은 여전히 갇혀 있다. 한편, 악당과 숲 속 괴물들은 어린이들의 순수한 영혼을 빼앗아 세상을 지배하려 하고, '몽키킹'은 자신을 봉인에서 깨워 준 동자승과 함께 이에 맞선 험난한 모험을 한다.

## 개요

### 출연
- 감독 텐 샤오펑
- 중국판 '몽키킹' 목소리 성룡

### 더빙
- 몽키킹 목소리 역 조연우
- 강류아 목소리 역 오은수
- 저팔계 목소리 역 신정훈
- 마왕 목소리 역 박상우
- 법명스님 목소리 역 이민형
- 산요괴 목소리 역 방지원

## 작품성
서유기의 대성귀래는 서유기의 대성이 돌아오다라는 뜻을 담고 있는데, 중국 만화 신서유기 : 몽키킹의 부활은 제작기간은 8년이 걸렸고 제작비는 1,600만 달러에 이르는 등 완성된 퀄리티와 함께 중국 만의 개성을 담아낸 작품이다.

## 평점
1. 성별
- 여성 8.24
- 남성 5.21

2. 연령별
- 10대 5.50
- 20대 9.17
- 30대 5.68
- 40대 이상 8.60